# Richard von Bienerth-Schmerling
Richard Freiherr von Bienerth, ab 1915 Graf von Bienerth-Schmerling (* 2. März 1863 in Verona, Königreich Lombardo-Venetien; † 3. Juni 1918 in Wien), war österreichischer Beamter, Minister und von 1908 bis 1911 Ministerpräsident Cisleithaniens (der österreichischen Reichshälfte Österreich-Ungarns). Von 1911 bis 1915 war er Statthalter von Niederösterreich.

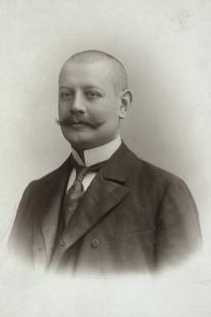
Richard von Bienerth (1905)

## Leben
Er war Sohn des österreichischen Feldmarschallleutnants Karl von Bienerth (1825–1882) und dessen Ehefrau Violetta von Schmerling (* 26. September 1836). Mütterlicherseits war er Enkel des Staatsministers und späteren Präsidenten des Obersten Gerichts- und Kassationshofes Anton von Schmerling. Der Vater wurde 1868 in den Freiherrenstand erhoben.
Nach dem Schulbesuch am Wiener Theresianum, dem Jusstudium an der Universität Wien und der Promotion zum Dr. iur. trat Bienerth 1884 seinen Staatsdienst in der steiermärkischen Statthalterei an. Ab 1886 machte er eine Beamtenkarriere im Unterrichtsministerium in Wien, wo er 1897 zum Ministerialrat aufstieg. Von 1899 bis 1905 war er Vizepräsident des niederösterreichischen Landesschulrats. 
Kurz nach seiner Ernennung zum Sektionschef übernahm er am 11. September 1905 im Kabinett Paul Gautsch die Leitung des Unterrichtsministeriums, die er auch im kurzlebigen Ministerium Konrad zu Hohenlohe-Schillingsfürst innehatte. Im Kabinett Max Wladimir von Beck war er vom 2. Juni 1906 bis 15. November 1908 Innenminister und wirkte unter anderem an der Wahlrechtsreform (Einführung des allgemeinen Männerwahlrechts) von 1907 mit. Nach dem Fall von Beck ernannte ihn Kaiser Franz Joseph I. zum Ministerpräsidenten, ein Amt, das er vom 15. November 1908 bis zum 28. Juni 1911 bekleidete. 

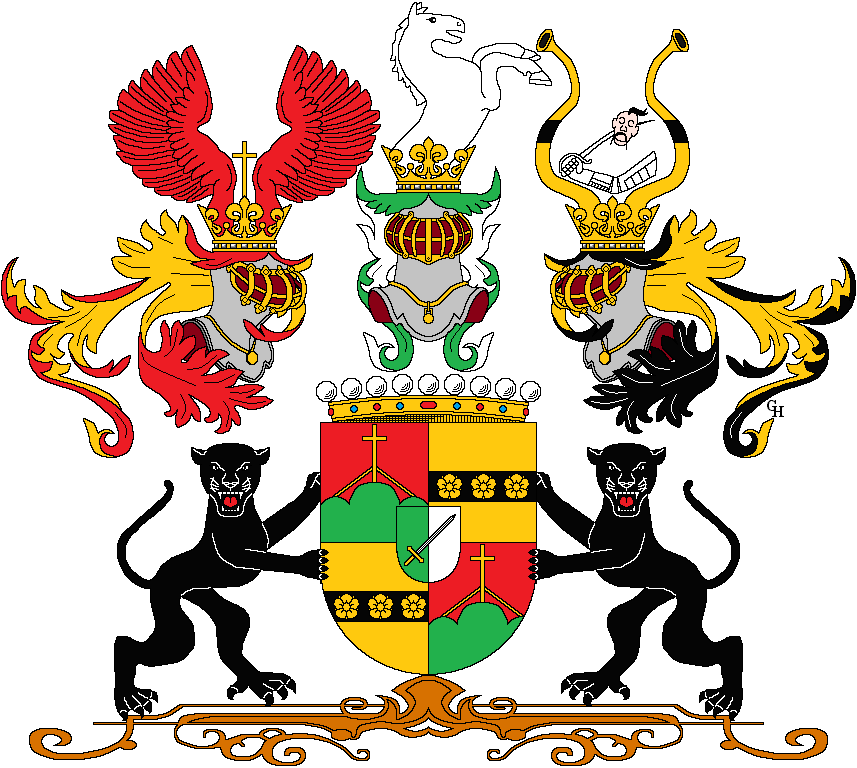
Wappen des Grafen Bienerth-Schmerling (1915)

Nach dem Verlust der parlamentarischen Arbeitsmehrheit für die Regierung nach den Reichsratswahlen vom Juni 1911, die den Christlichsozialen und dem Polenklub starke Mandatsverluste brachte, trat er als Ministerpräsident zurück und diente dem Staat als Statthalter von Niederösterreich – in Nachfolge von Erich Kielmansegg und trotz Ausbruchs einer unheilbaren Krankheit – bis zum 28. November 1915 weiter. Gleichzeitig mit seinem Rücktritt als Statthalter erhob ihn der Kaiser in den Grafenstand.
Richard von Bienerth-Schmerling heiratete 1893 die ungarische Aristokratentochter Anka von Lazarovics de Nagy et Kis Szredistyé (1869–1937), mit der er einen Sohn und eine Tochter (die Schriftstellerin Marie Bienerth-Schmerling, 1895–1935) bekam. Er wurde in Wien auf dem Hietzinger Friedhof in einem ehrenhalber gewidmeten Grab (Gruppe 5, Nummer 52) bestattet.